# Marquette, Kansas
Marquette là một thành phố thuộc quận McPherson, tiểu bang Kansas, Hoa Kỳ. Năm 2010, dân số của xã này là 641 người.